# Hermínio de Brito
Hermínio Américo de Brito, conegut com a Britto, (6 de maig de 1914 - ?) fou un futbolista brasiler.

## Selecció del Brasil
Va formar part de l'equip brasiler a la Copa del Món de 1938.
Fou jugador de Corinthians, América, Flamengo, Vasco da Gama, Internacional i Bangu.